# Jelena die Glorreiche

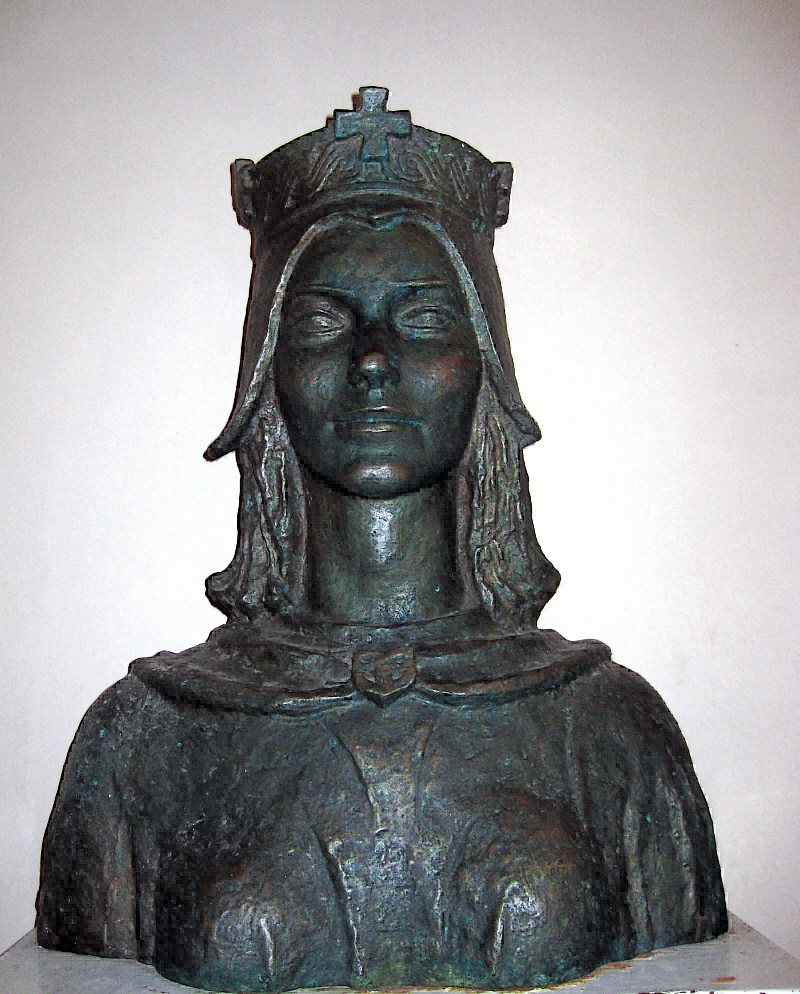
Historisierende Büste der Königin Jelena aus dem 20. Jahrhundert.

Jelena die Glorreiche (lateinisch Helena; kroatisch Jelena (Slavna); † 8. Oktober 976), auch Jelena von Zadar, war eine Königin des frühmittelalterlichen Kroatien aus der Trpimirović-Dynastie. Sie war die Ehefrau des Königs Mihajlo Krešimir II. und wurde nach dessen Tod im Jahr 969 Regentin für ihren minderjährigen Sohn König Stjepan Držislav († 997).
Die Annahme, dass Jelena aus der Patrizierfamilie der Madijevci aus Zadar stammt, ist nicht belegt. Dem heutigen Solin stiftete sie die Kirche der heiligen Maria und die Kirche des heiligen Stephan, in der ihr Ehemann und sie begraben wurden.
Scheinbar pflegten schon zu Zeiten des Thomas von Split (1200–1268) die Benediktiner ein Denkmal zu Ehren Jelenas.
Im Jahr 1898 fand Frane Bulić (1846–1934) die Reste ihres Epitaphs und rekonstruierte diesen wie folgt:
(in hoc) (t)UMULO Q(ui)ESCIT HELENA FAMO(sa) (quae fuit) UXOR MICHAELI REGI MATERQ(ue) STEFANI R(egis) (pacemque) (obt)ENUIT REGNI. VIII IDUS M(ensis) OCT(obris) (in pac)E HIC OR(dinata) FUIT AN(no) AB INCARNA(tione) (Domini) DCCCCLXXVI IND. IV CICL(o) L(un) V. (ep) XVII (ciclo sol) V LUN. V. (conc)URRENTE VI. ISTAQ(ue) VIVENS FU(it) REGN(i) MATER FUIT PUPILOR(um) TUTO(rque) VIDUAR(um) ICQUE ASPICIENS VIR ANIME DIC MISERERE DEUS.
Das Epitaph beinhaltet Daten zur Herkunft der regierenden Dynastie, eine der ältesten Dichtungen der kroatischen lateinischen Literatur. Zum ersten Mal wurde der Titel „Rex“ in Stein gemeißelt. Er gilt in Kroatien als wichtiges Kultur- und Literaturdenkmal und wird als Beleg der Entwicklung der Erinnerungskultur betrachtet.

## Quelle
- Jelena. In: Hrvatska enciklopedija. Leksikografski zavod Miroslav Krleža, abgerufen am 16. Dezember 2019 (kroatisch).